# Ключ (приток Калмаюра)
Ключ — река в России, протекает по Чердаклинскому району Ульяновской области. Устье реки находится в 9,4 км по левому берегу реки Калмаюр. Длина реки составляет 11 км.

## Данные водного реестра
По данным государственного водного реестра России относится к Нижневолжскому бассейновому округу, водохозяйственный участок реки — Куйбышевского водохранилища от посёлка городского типа Камское Устье до Куйбышевского гидроузла, без реки Большой Черемшан. Речной бассейн реки — Волга от верхнего Куйбышевского водохранилища до впадения в Каспий.
Код объекта в государственном водном реестре — 11010000512112100004697.